# Teleterebratus indicus
Teleterebratus indicus är en stekelart som först beskrevs av Narayanan 1961.  Teleterebratus indicus ingår i släktet Teleterebratus och familjen sköldlussteklar. Inga underarter finns listade i Catalogue of Life.